# Cycloheptane
Le cycloheptane est un alcane cyclique à sept atomes de carbone. Il a pour formule brute C7H14